# Sansevieria metallica
Sansevieria metallica ist eine Pflanzenart aus der Gattung Sansevieria in der Familie der Spargelgewächse (Asparagaceae). Das Artepitheton metallica stammt aus dem Lateinischen und steht für den metallischen Schein der Blätter.

## Beschreibung
Sansevieria metallica wächst stammlos als ausdauernde, sukkulente Pflanze mit 2,5 bis 4  Zentimeter starken kriechenden, leuchtend roten Rhizomen, die am Licht blassbraun werden. Die ein bis vier an einem Spross aufrecht stehenden Laubblätter sind verlängert lanzettlich oder breit rinnenförmig. Die einfache Blattspreite ist 45 bis 152 Zentimeter lang und 5 bis 12,7 Zentimeter breit. Der obere Teil ist teilweise leicht zurückgebogen. Die unteren 10 bis 60 Zentimeter bilden einen rinnigen Stiel. Die stumpf dunkelgrüne Spreitenspitze ist 3 bis 6 Millimeter lang, weich und pfriemlich. Die Blätter sind matt dunkelgrün. Die Oberseite ist undeutlich mit unregelmäßigen Querbändern versehen. Die Unterseite ist deutlicher gezeichnet. Der weiche Spreitenrand ist grün, später weißlich oder schwach rötlich braun. Die Blattoberfläche ist glatt.
Die einfach ährigen Blütenstände sind 45 bis 122 Zentimeter hoch. Sie haben einen hellgrünen, bräunlich grünen oder mattviolettlichen Stiel. Die Rispen sind locker mit zwei bis vier Blüten pro Büschel besetzt. Das Tragblatt ist lanzettlich zugespitzt und 6 bis 13 Millimeter lang. Die Blütenhüllblätter sind weiß. Die Blütenröhre ist 1,2 bis 1,7 Zentimeter lang. Die Zipfel sind 1,7 bis 2,5 Zentimeter lang.
Die Chromosomenzahl beträgt {\displaystyle 2n=40}.

## Verbreitung
Sansevieria metallica ist im gesamten tropischen Afrika vor allem in Südafrika und Malawi weit verbreitet.

## Taxonomie
Die Erstbeschreibung von Sansevieria metallica erfolgte 1903 durch Joseph Gérôme und Oscar Labroy.
Synonyme für Sansevieria metallica Gérôme & Labroy sind: Sansevieria metallica var. longituba N.E.Br. (1915), Sansevieria metallica var. nyasica N.E.Br. (1915) und Acyntha metallica (Gérôme & Labroy) Chiov. (1940).

## Nachweise